# Albert Féraud
Albert Feraud (Parigi, 26 novembre 1921 – Bagneux, 11 gennaio 2008) è stato uno scultore francese.
Albert Féraud è considerato il maggior scultore francese del XX secolo.
Intraprese gli studi artistici all'Accademia di Belle Arti di Montpellier nel 1940. L'anno successivo studiò a Marsiglia, per iscriversi successivamente all'Accademia di Belle Arti di Parigi, della quale divenne membro nel 1989 per la sezione Scultura.
Sperimentatore di forme e materiali, ha lavorato la pietra, il bronzo e il piombo, per approdare all'acciaio. A partire dal 1960 scopre i materiali di recupero e la sua opera volge verso un astrattismo sempre più marcato. Con i suoi amici scultori della generazione dei  « recuperatori », César e Michel Guino specialmente, raccoglie il materiale dagli sfasciacarrozze e le discariche industriali.
Ha partecipato a oltre 200 personali e collettive in tutto il mondo.
A Parigi si possono ammirare alcune sue opere nel "Musèe de la sculpture en plein air", e il monumento al Generale Koenig, Maréchal de France a Porte Maillot, per la cui realizzazione ha vinto il concorso nel 1977 e che fu inaugurato da François Mitterrand nel 1984.
Sull'autostrada Parigi-Ginevra, Aire de Bourg-Teyssonge, a Bourg-en-Bresse, Galaxie rappresenta il suo omaggio all'astronomo francese Jérôme Lalande.
In Italia, una sua opera è esposta nel museo a cielo aperto di Etroubles (AO).